# مسجد كاترا
مسجد كاترا هو مسجد وقبر نواب مرشد قولي خان، بني في الفترة بين عام 1723 وعام 1724، يقع المسجد في الجانب الشرقي الشمالي لمدينة مرشد أباد في ولاية بنغال الغربية الهندية، تكمن أهميته ليس فقط كمركز كبير للتعليم الإسلامي ولكن أيضا لوجود قبر مرشد قولي خان الذي دفن تحت درج المدخل الرئيسي للميجد، الميزة الأكثر جمالا هي وجود اثنين من زرايا الأبراج ذات تصميم لولبي، في الوقت الحاضر يتم الحفاظ على المسجد وحمايته من قبل منظمة المسح الأثري الهندية وحكومة ولاية البنغال الغربية.

## التسمية
بالقرب من المسجد يوجد بازار (سوق)، وكاترا تعني بازار، وعليه دمج الاسم مع المسجد ليصبح اسمه مسجد كاترا.

## البناء
أعرب مرشد قولي خان رغبته في بناء مقبرته المجاورة للمسجد لبلوغه سن الشيخوخة، وكلف مسؤولية ببناء المسجد وكان من كلفه هو المهندس المعماري مراد فراش خان، ويقال أن مراد خان كان حسود جدا على الهندوس، وأنه هدم كل المعابد الهندوسية وأكمل بناء المسجد مع موادها بين عام 1723 وعام 1724.

## العمارة
يقف المسجد على قاعدة مربعة، وكان المسجد بني للقراء الذين يقرأون القرآن الكريم في تلك الأيام، ويعتقد أنه كان مدرسة لهم، ويمكن لجميع الغرف استيعاب جميع قراء القرآن البالغ عددهم 700 شخص، هذه الغرف تقع على أطراف المسجد تحيط بها ساحة ضخمة، في حين أن هناك أربعة منارات كبيرة تمتد للأعلى من زوايا المسجد الأربعة، ويبلغ طول الماذن 70 قدم وعرضها 25 قدم، ليس للمسجد دعم من الأعمدة ولكن تم بمنصه مرتفعة تحت المسجد وعدة أقواس، تم تدمير المسجد في زلزال 1897، وكل منارة لديها درج متعرج يؤدي إلى الأعلى، يمكن للمرء أن يرى جزءا رئيسيا من مدينة مرشد أباد من هناك، في نهايات المسجد نوجد اثنين المناراة ارتفاعها 70 قدم والتي لا تزال قائمة حتى الآن ولكنها في حالة خراب، وللمسجد مجموعة من القباب التي دمرت في زلزال 1897، وفي عام 1780 كتب الرحال وليام هودجز أن 700 قارئ من قراء القرآن عاشوا في المسجد، هودجز في كتابه مشاهدات من الهند وصف أن المسجد يزينه متاراة اترتفع عاليا فوق جميع المباني المحيطة.
مدخل المسجد يوجد من ناحية الشرق ويحتوي عل أربعة عشر درجه، وتم دفن نواب مرشد قولي خان تحت هذه السلالم، وقد تم ذلك وفقا لرغبته حيث كان من التائبين عن الآثام التي ارتكبها وأمر هذا من التواضع، وقال إنه يريد أن يدفن في مثل هذا المكان حيث توجد الدوس، لذلك منذ عام 1725 عندما توفي دُفِن تحت الدرج، في المسجد هناك لوح مكتوب عليه باللغة العربية: محمد، العربي، مجد العالمين، الغبار على رأس من لا غبار ببوابته.
المسجد مستطيل الشكل تبلغ أبعاد 45.5 متر طولي وحوالي 7.32 متر عرضي، تم تقسيمها إلى خمسة الخلجان لكل منها مدخل مركزي مقوس واحد، وللمسجد خمس قباب وقد نجا بعضها من تدمير الزلزال الكبير في عام 1897 الذي دمر تقريبا معظم المبنى، وتبلغ المساحة الكلية للمسجد 19.5 فدان ويمكن أن تستوعب 2000 مصلي.

## الصور

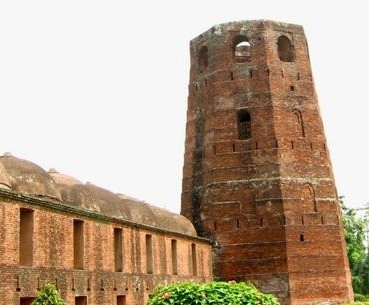
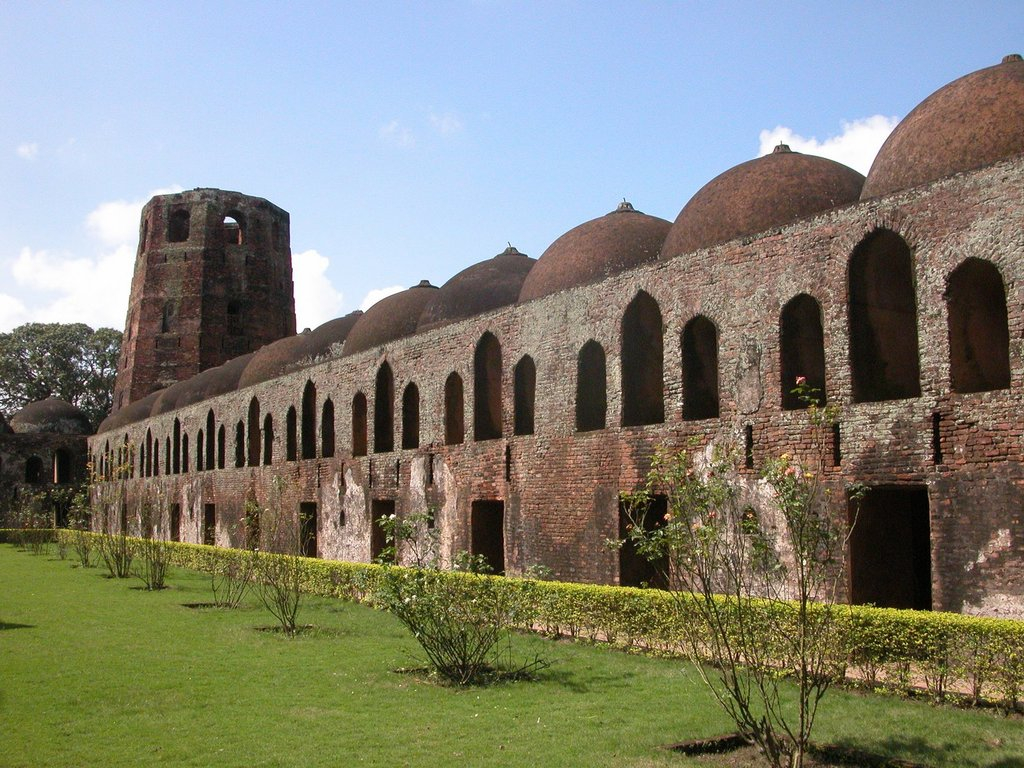
مسجد كاترا.
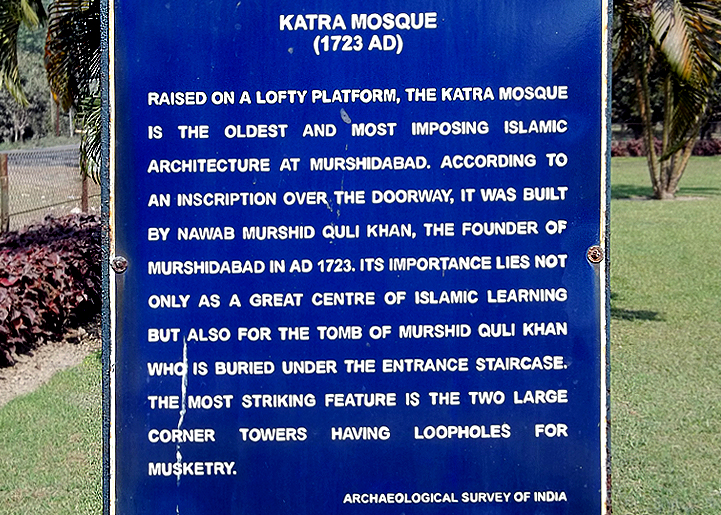
مسجد كاترا.
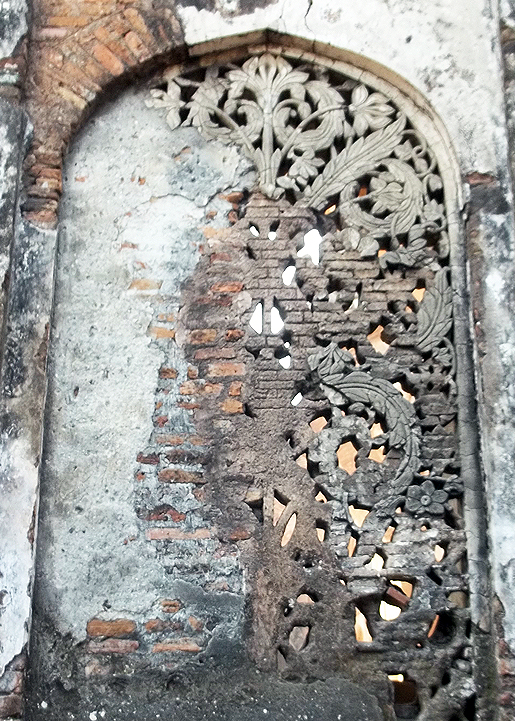
مسجد كاترا.
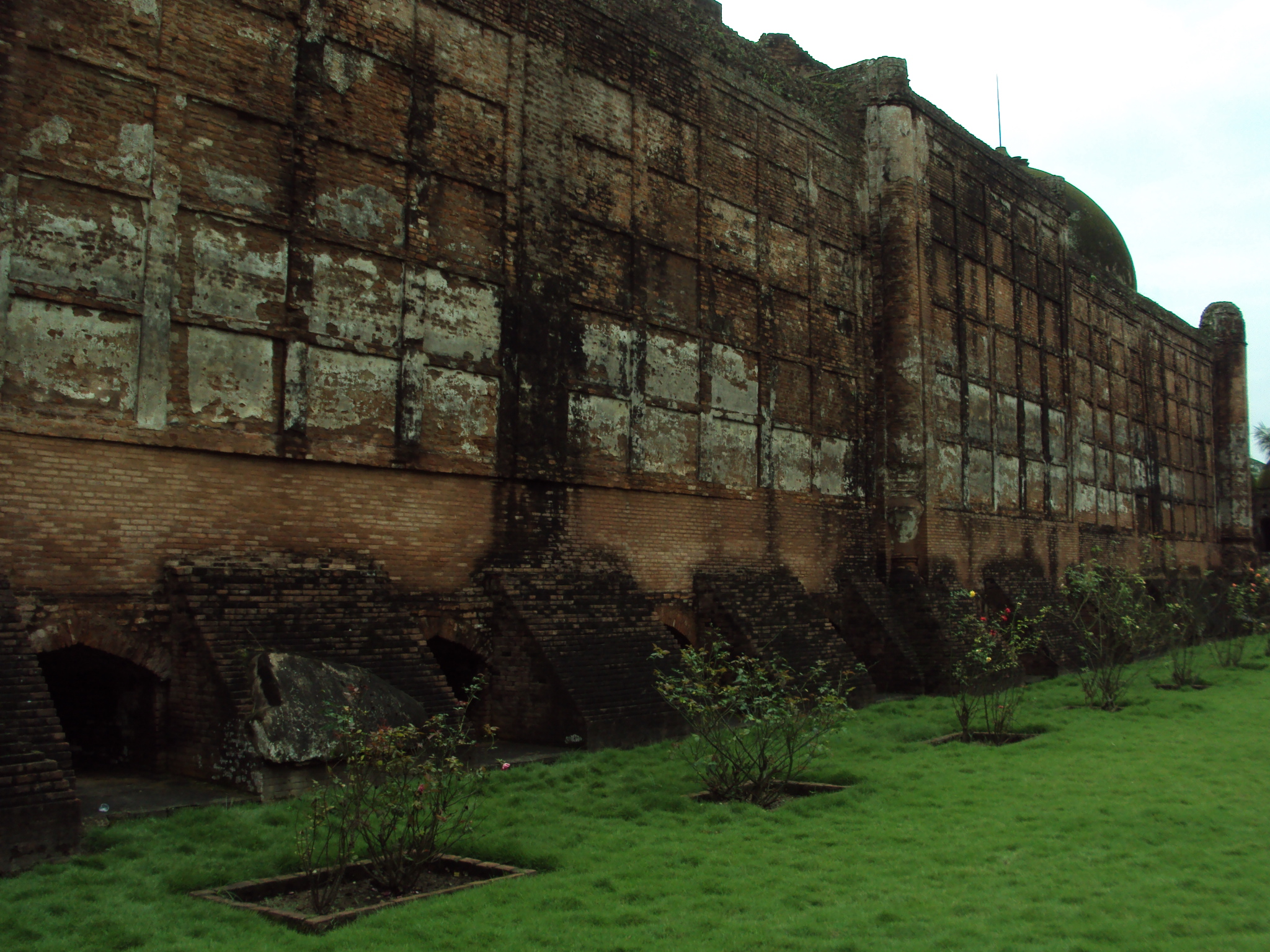
مسجد كاترا.
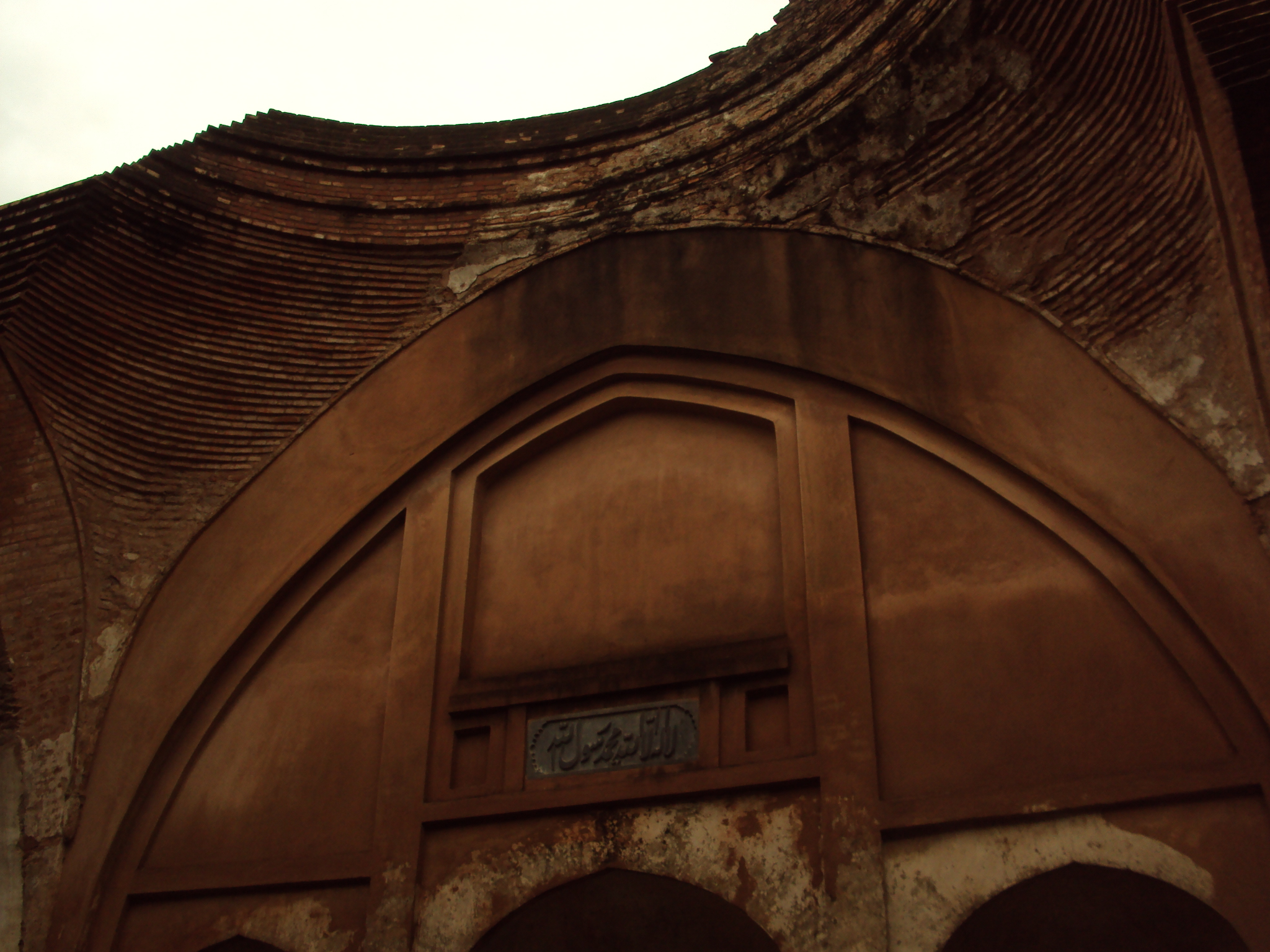
مسجد كاترا.
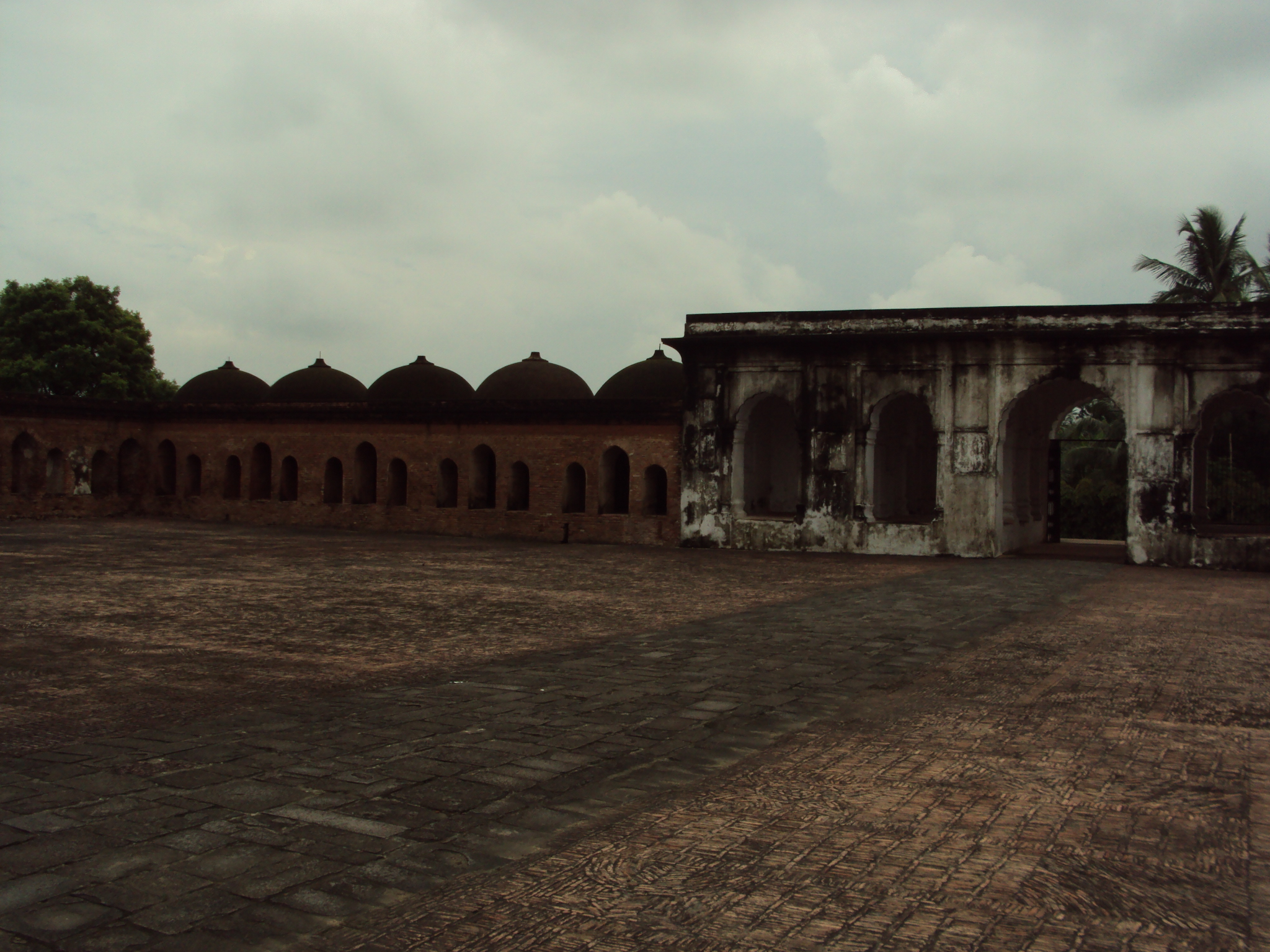
مسجد كاترا.